# 十裁判区同盟

十裁判区同盟
Zehngerichtenbund  (ドイツ語)
イタリア語: Lega delle Dieci Giurisdizioni 
フランス語: Ligue des Dix-Juridictions )

十裁判区同盟は橙色、灰色同盟は茶色、ゴッテスハウス同盟は緑色、のちに失った属州は灰色で、それぞれ示されている。

| 先代 | 次代                 |
| --- | -------------------- |
| ベルフォール ダボス クロスタース カステル シエールス シャンフィッグ ラングヴィース ストラスバーグ城 マイエンフェルト ノイアスペルモント | ヘルヴェティア共和国 |
 十裁判区同盟（ドイツ語: Zehngerichtenbund、イタリア語: Lega delle Dieci Giurisdizioni、フランス語: Ligue des Dix-Juridictions）は中世に現スイス・グラウビュンデン州で設立された三同盟のうち最後に設立された同盟で、トッゲンブルク伯が死んだあとトッゲンブルク郡で設立された。同盟は当初ハプスブルク家の力に対抗するために発足したが、灰色同盟およびゴッテスハウス同盟とすぐに同盟を結んだ。1524年に3つの同盟は合流して三同盟となり、ナポレオンが解散するまで存在していた。 

## 歴史
十裁判区同盟は三同盟のうち最も遅くに設立された。トッゲンブルク領はプレッティガウ渓谷、ベルフォール（アルブラ渓谷上流）、ストラスバーグ城（クールヴァルデン）、シャンフィック谷（プレスール地区）及びマイエンフェルトを含んでいたが、1436年4月30日に最後のトッゲンブルク伯フリードリヒ7世が嫡男もいないまま遺言も遺さずに死亡した。 するとトッゲンブルクの領有権は他の貴族に割譲されるか、トッゲンブルク郡全体がハプスブルク家に相続されるかという非常に不確実なものとなった。しかし共同体の指導者は第三の道を選んだ。つまりフリードリヒの未亡人、エリザベス・フォン・マッチとの合意に達したのである。1436年6月8日、ダボスにおいて旧トッゲンブルクの住民がエリザベスの支援で協定を結んだ。ベルフォール、ダボス、クロスタース、カステル、シエールス、セント・ピーター（シャンフィッグの一部）、ラングヴィース、ストラスバーグ城（クールヴァルデン）、マイエンフェルト、ノイアスペルモント（イェニンスとマランスの管轄権を持っていた）の10の裁判区の指導者は会合を開いて、各々の権利を擁護すること、必ず連帯して協定や条約に加入すること、各共同体から裁判官を任命すること、そして12年ごとに協定を再誓約することに合意した。ここに十裁判区同盟が形成されたのである。この時協定の作成に貴族が関与しなかったことは極めて重要なことで、代わって協定に宣誓をしたのは平民たちであった。 
同盟は7つの地区に分けられて管理された。 
- ダボス
- クロスタース:クロスタース＝インナーシュニッツ、クロスタース＝アウサーシュニッツ
- カステル:（1622年に分割）ルツァイン、イェナッツ
- シエールス＝ゼーヴィス:（1679年に分割）シエールス、ゼーウィス
- マイエンフェルト:マイエンフェルト、マランス
- ベルフォール:クールヴァルデン、（1613年に分割された）インナーベルフォールとアウサーベルフォール
- シャンフィッグ:セントピーター（アウサーシャンフィッグ）、ラングヴィース

同盟の最初の指導者はダボスのウルリッヒ・ベーリで、その後の議会（”Bundstage”）は毎回ダボスで行われた。十裁判区同盟はすぐに周囲の同盟と結びつき、結成から1年以内（1437年まで）に、8つの裁判区がすでにゴッテスハウス同盟と同盟を結んでいた。同盟全体としては1450年までにゴッテスハウス同盟と同盟した。1471年には灰色同盟と同盟して、三同盟を形成した。 
トッゲンブルク伯の死後しばらくの間、同盟は裁判所とその判決権が分割されて地方貴族に支配されるのを防げなかった。同盟員は地域の行政と政治は管理できていたが、高度裁判権や税金とその課税額は管理できなかったのである 
同盟の大部分はモンフォール伯に与えられ、さらに下部プレッティガウはマッチ伯に、マイエンフェルトとマランスはブランディス男爵にそれぞれ与えられた。モンフォール伯とマッチ伯はそれぞれ1470年と1477年に土地の権利を当時のオーストリア大公ジークムントに売却し、 オーストリア大公は2つの地域（8つの裁判区が含まれている）をフォークタイに統合した。フォークタイは任命されたフォークト（代官）に管理されており、大抵それは十裁判区同盟の成員だった。フォークトはルツァインの付近のカステル城を居城としていた。 
十裁判区同盟は1471年以降三同盟の中では非常に活発で、1486年の後、同盟兵は三同盟の残りの兵隊と軍事行動に加わった。 1524年に十裁判区同盟は、三同盟を創設した永久盟約に署名した。しかしながら同盟の権利の一部は他の貴族に奪われたままだった。たとえば前述のブランディス男爵は同盟の一部であるマイエンフェルトを依然として領有していた。しかし1509年にはこれを新興の三同盟に移し、こうしてマイエンフェルトは同盟のフォークタイになった。つまりこれは、マイエンフェルトが十裁判区同盟の投票権を持つ成員であったと同時に三同盟の管理下にもあったことを意味する。マイエンフェルトは三同盟の管理地域として二次的に自治を行ったのである。高度裁判権の方はやはりオーストリア大公に奪われており、それは1649年から1652年に同盟がこの権利を買い取るまで続いた。 十裁判区同盟が三同盟に完全に参加できるのは、この時以降である。

## 三同盟
1471年頃以降、3つの同盟は三同盟を結成した。そして1524年9月23日の永久盟約によって、ナポレオン・ボナパルトが解散させるまで残ることとなった三同盟憲法を作成した。しかし同盟は現代の意味における統一国家ではなく、3つの国家の連合として共同し、同盟の実質すべての問題は国民投票によって対処された。さらに三同盟が近世ヨーロッパにおいて独特だったのは、各同盟が集団決定を根拠として統治、防衛を行うという共産主義的形態を実践したという点である。
三同盟は通常はスイス同盟と同盟関係にあった。当初の目的はハプスブルク家の拡大への対抗であったが、1520年にミラノ公国とのムッソ戦争で三同盟はよりスイス同盟に接近したからである。この関係はナポレオン戦争が起こり、1798年設立のヘルヴェティア共和国に吸収されるまで維持された。1803年のナポレオン調停法の後、三同盟はグラウビュンデン州の一部となった。